# Baa, Baa, Black Sheep (filastrocca)

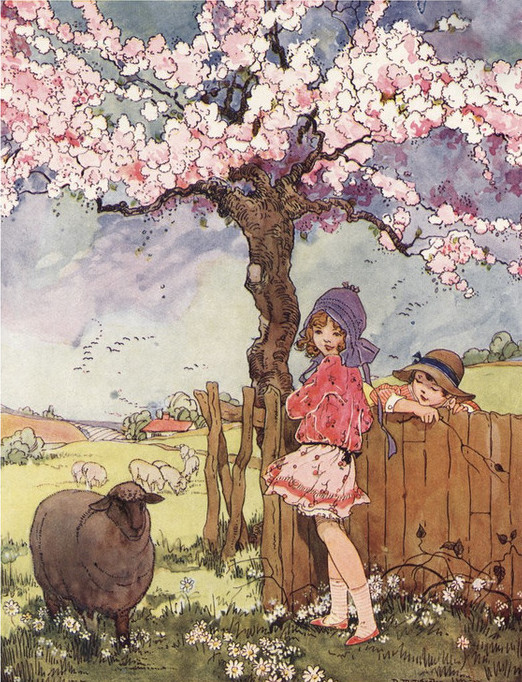
Illustrazione di Dorothy M. Wheeler raffigurante la pecora nera di Baa, Baa, Black Sheep

Baa, Baa, Black Sheep ("bee, bee, pecora nera" in inglese) è una filastrocca inglese risalente alla metà del Settecento. La filastrocca è composta da una singola stanza in metro trocaico, che è una struttura comune nelle filastrocche ed è relativamente facile da padroneggiare per i bambini più piccoli. Il testo di Baa, Baa, Black Sheep ha subito poche modifiche nel corso degli anni.

## Storia
Secondo alcune fonti, Baa, Baa, Black Sheep risale al 1731 mentre altri ritengono che venne concepita intorno al 1744, anno in cui essa apparve sul Tommy Thumb's Pretty Song Book, la prima raccolta di filastrocche in lingua inglese. I testi e lo spartito di Baa, Baa, Black Sheep furono pubblicati per la prima volta insieme da A. H. Rosewig sul Nursery Songs and Games, pubblicato a Filadelfia nel 1879. Il Roud Folk Song Index, che cataloga le canzoni popolari e le loro variazioni, inserì al numero 4439 Baa, Baa, Black Sheep e le sue varianti rintracciate in Gran Bretagna e nel Nord America.
La base musicale di Baa, Baa, Black Sheep viene riutilizzata in altre canzoni, fra cui una variazione di Ah! vous dirai-je, maman (1761), Brilla brilla la stellina (1806) e la Canzone dell'alfabeto.
Il testo di Baa, Baa, Black Sheep venne anche tradotto in lingua svedese da August Strindberg per il Barnen i skogen (1872), un'edizione in svedese del racconto Babes in the Wood. La versione svedese prende il nome di Bä, bä, vita lamm, è accompagnata da una melodia scritta da Alice Tegnér e venne pubblicata per la prima volta su Sjung med oss, Mamma! (1892), dove però la pecora nera del testo originario viene sostituita da un agnello bianco.

## Testo

Lo spartito di Baa, Baa, Black Sheep

La versione più diffusa del testo della filastrocca è la seguente:
Have you any wool?

Yes, sir, yes, sir,

Three bags full;

One for the master,
 
And one for the dame,

And one for the little boy

Who lives down the lane.»
Hai della lana?

Sissignore, sissignore,

Tre sacchi pieni;

Uno per il padrone,

E uno per la signora,

E uno per il bambino

Che vive in fondo alla strada.»

## Significato
Così com'è avvenuto per molte altre filastrocche, sono stati fatti diversi tentativi per dare un significato Baa, Baa, Black Sheep. Tuttavia, nella maggior parte dei casi, non vi sono prove concrete che confermerebbero tali teorie. Secondo quanto riportano Katherine Elwes Thomas su The Real Personages of Mother Goose (1930) e l'Oxford Dictionary of Nursery Rhymes la filastrocca alluderebbe al risentimento che la gente provava nei confronti delle tasse imposte sulla lana come ad esempio quella approvata dal "Great Custom" nel 1275 e che sarebbe sopravvissuta fino al XV secolo. Più recentemente, qualcuno ha sostenuto che la filastrocca sarebbe una metafora della tratta degli schiavi negli Stati Uniti meridionali, una teoria avanzata durante alcuni dibattiti avvenuti durante gli anni 1980 sulla correttezza politica delle filastrocche, ma non sembrano esserci prove a sostegno che confermerebbero tale supposizione.

## Controversie
A partire dalla metà degli anni 1980, nel Regno Unito, Baa Baa Black Sheep fu più volte oggetto di modifiche in quanto la pecora nera che dà il titolo alla canzone avrebbe allusioni razziste. Nel 1986, il personale di un asilo londinese vietò ai bambini di cantare la canzone. Similmente, nel 1999, un gruppo di persone chiese al consiglio comunale di Birmingham di apportare delle modifiche al testo che però non furono messe in atto. Due asili nido privati nell'Oxfordshire nel 2006 fecero modificare il titolo della filastrocca in Baa Baa Rainbow Sheep ("baa, baa pecora arcobaleno") e sostituire il termine black ("nera") con parole diverse, fra cui "felice", "triste", "saltellante" e "rosa". In risposta alle accuse di razzismo, alcuni sostennero che esse fossero state ingigantite dalla stampa durante una campagna contro il politicamente corretto.